# Manía

Los pacientes con delirios de grandeza pueden pensar erróneamente que son mucho más poderosos de lo que realmente son (megalomanía).

La manía, también conocida como el síndrome maniaco, es un estado elevado anormal de excitación, afecto y nivel energético, o “un estado de elevación ante toda la activación relacionada con la expresión afectiva junto con la labilidad emocional”. Aunque la manía es comúnmente asociada como una “imagen refleja” de la depresión, la elevación del estado de ánimo puede ser euforia o irritabilidad. 
Los síntomas de la manía incluyen humor elevado (ya sea eufórico o irritable); fuga de ideas y logorrea; incremento de energía, disminución de la necesidad de dormir e hiperactividad. Estos son los síntomas más evidentes en los episodios hipomaniacos totalmente desarrollados; sin embargo, en el estado de manía completo, se experimentan exacerbaciones progresivamente graves y se confunden cada vez más con otros signos y síntomas, como los delirios y la fragmentación del comportamiento.
La manía es un síndrome con múltiples causas; aunque la vasta mayoría de factores ocurren en el contexto del trastorno bipolar, es también un componente clave de otros desórdenes psiquiátricos (tal como el desorden esquizoafectivo, del tipo bipolar) y podría también ser un síntoma secundario para distintas condiciones médicas, así como la esclerosis múltiple; algunos medicamentos pueden inducir el estado maniaco, por ejemplo, la prednisona; o las sustancias de abuso como la cocaína o los esteroides anabólicos. En el DSM-5, los episodios hipomaniacos se encuentran separados de los episodios maniacos completos más severos, los cuales son categorizados como leves, moderados o severos; esto dependiendo de indicadores de acuerdo con las características de sus síntomas (catatonia, psicosis). La manía se divide en tres etapas: hipomanía, o etapa I; manía aguda, o etapa II; y manía delirante (delírium), o etapa III. Esta manera de dividir las etapas de un episodio maniaco es muy útil para describir y diferenciar el diagnóstico de otros trastornos. 
La manía varía en intensidad, desde manía leve (hipomanía) a manía delirante, marcado por síntomas como desorientación, psicosis florida, incoherencia y catatonia. Las herramientas estandarizadas como la escala autoaplicada de manía de Altman y la escala de manía de Young pueden ser utilizadas para medir la gravedad de los episodios maniacos. Debido a que la manía e hipomanía han sido asociados a la creatividad y el talento artístico, no siempre se ve el caso en que las personas maniacas, que claramente padecen el trastorno bipolar, deseen o necesiten ayuda médica; estas personas, con frecuencia, tienen el autocontrol suficiente para funcionar de manera normal o simplemente no son conscientes de que han entrado en un estado maniaco como para recurrir por sí mismos a solicitar el apoyo.
Es común que se crea que las personas maniacas se encuentran bajo la influencia de drogas.

## Clasificación

### Estados mixtos
En un estado afectivo mixto, el individuo, a pesar de cumplir con el criterio general de una hipomanía o episodio maniaco, experimenta tres o más de los síntomas recurrentes depresivos. Esto ha causado especulación de que la manía y la depresión, en vez de constituir dos polos “verdaderamente opuestos”, son, en cambio, dos ejes independientes en un espectro unipolar-bipolar. 
Un estado afectivo mixto, especialmente los que tienen síntomas maniacos prominentes, posiciona a los pacientes en mayor riesgo de un suicidio consumado. La depresión por sí misma es un factor de riesgo. Sin embargo, cuando se suma un incremento de energía y una actividad dirigida a una meta, el paciente es más propenso a actuar violentamente en impulsos suicidas.

### Hipomanía
La hipomanía es un estado más leve de la manía que no llega a afectar la funcionalidad ni la calidad de vida. Este mismo podría, de hecho, incrementar la productividad y creatividad. En la hipomanía, hay menor necesidad de dormir y el comportamiento enfocado en una meta y el metabolismo incrementan. Aunque el estado de ánimo elevado y el nivel de energía típico de la hipomanía podrían ser vistos como un beneficio, la manía por sí misma generalmente tiene muchas consecuencias indeseables, como lo son las tendencias suicidas; la hipomanía podría ser, si el estado de ánimo prominente es la irritabilidad y no la euforia, una experiencia desagradable. 

### Otros trastornos asociados
Un solo episodio maniaco, con la ausencia de causas secundarias (como el trastorno por uso de sustancias, los fármacos o una condición médica general), es suficiente para diagnosticar el trastorno bipolar I; la hipomanía puede ser un indicador del trastorno bipolar II. Los episodios maniacos son con frecuencia complicados por delirios y/o alucinaciones; si las características psicóticas persisten por una duración significativamente más larga que en un episodio de manía (dos semanas o más), el diagnóstico más apropiado sería un trastorno esquizoafectivo. Algunos de los desórdenes del el “espectro obsesivo-compulsivo” y de los trastornos del control de los impulsos comparten el nombre “manía”, por ejemplo: la cleptomanía, piromanía y la tricotilomanía. A pesar de ser asociados, desafortunadamente, por la implicación en sus nombres, no existe relación entre la manía o el trastorno bipolar con este otro tipo de trastornos. Asimismo, la deficiencia de vitamina B12 puede provocar características como las de la manía y la psicosis.
El hipertiroidismo puede producir síntomas parecidos a los de la manía, tales como la agitación, humor elevado, incremento de energía, hiperactividad, problemas para dormir y, algunas veces, especialmente en los casos severos, psicosis.

## Signos y síntomas

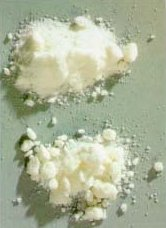
Algunas sustancias adictivas, como la cocaína, pueden inducir estados de ánimo similares a los de un episodio maníaco (excitación, humor elevado, euforia).

Un episodio maniaco es definido por el Manual diagnóstico y estadístico de los trastornos mentales de la Asociación Estadounidense de Psiquiatría como un “periodo distinto de humor elevado, expansivo e irritable que es anormal y persistente, además de sus respectivos incrementos anormales y persistentes de actividad y energía, que duran al menos una semana y se presentan durante la mayor parte del día, casi todos los días (o cualquier duración si la hospitalización es necesaria)”, en el cual el estado de ánimo no es causado por el uso de drogas, medicamento o alguna condición médica (como hipertiroidismo), y (a) causa claras dificultades en el área laboral o las relaciones sociales y actividades, o (b) requiere la admisión a un hospital para proteger a la persona y otros, o (c) la persona sufre de psicosis.
Para ser clasificado como un episodio maniaco, durante el estado de ánimo perturbado y el incremento de actividad orientada a un objetivo o el aumento de energía, deben estar constantemente presentes al menos tres (o cuatro si sólo está presente la irritabilidad) de los siguientes: 
- Autoestima alzada o grandiosidad
- Decremento de la necesidad por dormir (puede sentirse descansado con sólo 3 horas de sueño)
- Más hablador de lo habitual o presiona para seguir una conversación (habla apresurada)
- Fuga de ideas o la experiencia subjetiva de que los pensamientos son acelerados
- Aumento de las actividades dirigidas a un objetivo o aceleración psicomotriz
- Distraibilidad (es fácilmente atraído por estímulos externos poco importantes)
- Se relaciona excesivamente en actividades que potencialmente tienen consecuencias peligrosas o riesgosas (comprar excesivamente, proyectos comerciales improbables, hipersexualidad).[12]

Aunque las actividades en las que uno participa en el estado maniaco no son siempre negativas, aquellas con el potencial de tener desenlaces negativos son mucho más comunes. En casos en los que la persona está deprimida al mismo tiempo, se dice que pasa por un episodio mixto.
La Clasificación Internacional de Enfermedades de la Organización Mundial de la Salud define al episodio maniaco como un estado de ánimo que es más alto que lo que la situación justifica y puede variar de un espíritu elevado hasta exuberancia casi incontrolable, acompañado de hiperactividad, una compulsión por hablar, se reduce la necesidad de dormir, dificultad para mantener la atención y distraibilidad en aumento.  Frecuentemente se agranda la autoestima y la confianza, mientras que ideas grandes y extravagantes son expresadas. El comportamiento que está fuera del carácter y que es riesgoso, insensato o inapropiado pueden resultar de la pérdida de la limitación de las normas sociales.
Algunas personas tienen incluso síntomas físicos, tales como sudoración, alteración del ritmo y pérdida de peso. En la manía de estado completo, usualmente la persona maniaca siente como si su objetivo sobrepasara cualquier otra cosa, que no hay consecuencias o que las consecuencias negativas serán mínimas, así como que no necesitan moderar o limitarse cuando se trata de conseguir lo que buscan. La hipomanía es distinta, ya que puede causar poco o nulo desajuste en las funciones. La conexión de la persona hipomaniaca con el mundo externo y sus estándares de interacción se mantienen intactos, aunque la intensidad del estado de ánimo sí se afecte. Sin embargo, aquellos que sufren de hipomanía prolongada y sin tratamiento están en riesgo que desarrollar manía completa y podrían cruzar la “línea” incluso sin darse cuenta de que lo han hecho.
Uno de los síntomas característicos de la manía (y en un nivel más reducido en la hipomanía) es a lo que se le llama “pensamiento acelerado”. Con frecuencia, este cuenta como instancia de que la persona maniaca está siendo excesivamente distraída por estímulos que son objetivamente poco importantes. Esta experiencia crea un estado inconsciente en el que los pensamientos del individuo le preocupan totalmente, haciéndolo incapaz de estar al tanto del tiempo o que no se dé cuenta de cualquier cosa fuera del flujo de sus propios pensamientos. Estos mismos pensamientos fugaces interfieren con la capacidad de dormir. 
Los estados maniacos son siempre relativos al estado normal de intensidad de un individuo afectado; por ello, los pacientes que ya son irritables por naturaleza pueden llegar a perder contra su temperamento con más facilidad; asimismo, una persona que es académicamente competente podría, durante un estado hipomaniaco, adoptar las características de un “genio”, así como la habilidad de interpretar y articular a un nivel más allá de lo que sería capaz durante la eutimia (estado de ánimo normal). Un muy simple indicador de un estado maniaco podría ser si una persona con un anterior diagnóstico clínico de depresión de pronto se vuelve inesperadamente energético, jovial, agresivo o híper alegre. Otros, menos obvios, elementos de la manía incluyen delirios (comúnmente de grandeza o persecución, dependiendo del si se es eufórico o irritable), hipersensibilidad, hipervigilancia, hipersexualidad, híper religiosidad, hiperactividad o impulsividad, una compulsión por sobre-explicar (usualmente acompañado de verborragia), planes o ideas ‘grandiosas’, poca necesidad de dormir; en caso del último síntoma, es posible que los ojos de estos pacientes se vean y sientan anormalmente “grandes” o “abiertos” y que raras veces parpadeen, lo cual contribuye las creencias erróneas de algunos clínicos sobre que estos pacientes están bajo la influencia de alguna droga estimulante, siendo que el paciente no está usando ninguna sustancia que altere su mente, o, de hecho, está utilizando alguna droga del tipo depresivo, en un intento incorrecto de contrarrestar algún síntoma de la manía. Algunos individuos, en ocasiones, pueden experimentar reacciones fuera de su personalidad durante algún episodio, tal como transacciones cuestionables de negocios, despilfarro de mucho dinero, actividad sexual riesgosa, abuso de sustancias recreativas, apuestas excesivas, comportamiento descuidado (conducir acelerado, comportamiento temerario), interacción social anormal (manifiestos, conversaciones con extraños) o que participen mucho en discusiones. Dicho comportamiento puede aumentar el estrés en las relaciones personales y puede generar problemas en el área laboral, así como incrementar el riesgo del rompimiento de las leyes. Se aumenta el riesgo de participar impulsivamente en actividades que pueden ser potencialmente peligrosas para sí mismo u otros.
A pesar de que el “estado de ánimo muy elevado” suene como algo que se desearía y disfrutaría, la experiencia de la manía es con frecuencia poco agradable e incluso perturbadora, además de atemorizante, para las personas involucradas y para quienes son cercanos a ellos, las acciones realizadas impulsivamente durante el estado maniaco pueden causar arrepentimiento en el futuro. También puede volverse complicado por la falta de juicio y reflexión, de quien lo padece, durante los episodios de exacerbación característica de la manía. Los pacientes suelen sentirse grandiosos, impulsivos, obsesivos, irritables, agresivos y con frecuencia niegan que hay algo mal con ellos. Gracias a que la manía viene con rachas de mucha energía y se disminuye la necesidad de dormir, no toma mucho tiempo en un ciclo maniaco para que la psicosis (por falta de sueño) aparezca, complicando aún más la capacidad del individuo de pensar con claridad. El pensamiento acelerado y las percepciones equivocadas guían hacia la frustración y disminuyen la capacidad de comunicarse con otros. 
Como se mencionó anteriormente, la manía se divide en tres “etapas”. La etapa I corresponde a la hipomanía y presenta sus características típicas. En las últimas dos etapas, el paciente puede encontrarse extremadamente irritable, psicótico e incluso delirante, a estas dos, se les llama, respectivamente, aguda y delirante o de Bell. (En el CIE-10 actual: - F30.8 Otros episodios maníacos - se refiere a varias cosas. Entre ellas la hipomanía y la manía de Bell)

## Causas
Muchos detonadores han sido asociados con el cambio entre un estado eutímico o depresivo a la manía; uno muy común es la terapia con antidepresivos. Estudios muestran que el riesgo de cambio del estado de ánimo mientras se está en este tipo de terapia ocurre entre 6-69% de las veces. Las sustancias dopaminérgicas, tales como los inhibidores de la recapacitación o los agonistas dopaminérgicos pueden también incrementar el riesgo del cambio; entre la medicación, podría incluirse a los agentes glutaminérgicos y drogas que alteren el eje HPA. Otros detonadores en el estilo de vida pueden incluir: ciclos de sueño irregulares, falta de sueño, así como estímulos extremadamente emocionales o estresantes.
Por otra parte, varios genes, que se han visto implicados en los estudios genéticos de la bipolaridad, se han manipulado en modelos animales preclínicos para producir síndromes que reflejen distintos aspectos de la manía. El polimorfismo de los genes CLOCK y DBP ha sido asociado con la bipolaridad en estudios de población; asimismo, los cambios de comportamiento inducidos al ser noqueado se pueden reprimir con tratamiento de litio. El número 6 de los receptores metabotrópicos de glutamato se ha vinculado genéticamente a la bipolaridad, debido a que no se ve manifestado como debería en la corteza cerebral; mientras tanto, el polipéptido de la adenilato ciclasa de la pituitaria también ha sido asociado al trastorno en vinculación genética y en experimentos con ratones. Algunos tratamientos enfocados en GSK-3 (glucógeno sintasa quinasa 3) y MAPK3 (MAP quinasa 3) han mostrado causar comportamiento maniaco en modelos preclínicos.
La manía se asocia con convulsiones, especialmente por lesiones situadas en el hemisferio derecho del cerebro. También se han descrito casos inducidos por infecciones virales como la gripe.
La estimulación cerebral profunda del núcleo subtalámico en la enfermedad de Parkinson es, de igual manera, asociado con la manía, especialmente cuando se sitúan los electrodos en los núcleos subtalámicos ventromediales. Un mecanismo propuesto involucra que entra un gran potencial que excita esta zona del subtálamo hasta el núcleo dopaminérgico.

## Mecanismo
El mecanismo subyacente de la manía es desconocido, pero el perfil neurocognitivo de la manía es altamente consistente de la disfuncionalidad de la corteza cerebral prefrontal, un hallazgo común en el estudio de la neuroimagen. Varias líneas de evidencia, de estudios post mortem, y los mecanismos putativos de agentes anti-maniacos apuntan a las anormalidades del GSK-3, la dopamina, la proteína quinasa C e inositol monofosfatasa.
El metaanálisis de estudios de la neuroimagen demuestra que el aumento de la actividad talámica y la reducción bilateral en la activación de los pliegues inferiores frontales de la corteza. La actividad en la amígdala y otras estructuras subcorticales, tales como el cuerpo estriado ventral, tienden a aumentar, aunque los resultados son inconsistentes y dependientes de las características de la tarea, como lo sería la valencia. La reducción de la conectividad funcional entre la corteza ventral prefrontal y la amígdala, así como hallazgos variables, apoyan la hipótesis general de la desregulación de estructuras subcorticales por la corteza prefrontal. Un sesgo hacia el estímulo balanceado positivo y un incremento en la capacidad de respuesta pueden predisponer a la manía; esta tiende a ser asociada con lesiones del hemisferio derecho, mientras la depresión se asocia con lesiones del hemisferio izquierdo.
Las examinaciones post mortem del trastorno bipolar han demostrado incrementar la expresión de la proteína quinasa C (PKC); y, aunque son limitados, los estudios de la manipulación del PKC en animales producen cambios de comportamiento tales como los de la manía, el tratamiento con un inhibidor de PKC, tamoxifeno (que es también una droga anti-estrógeno), demuestra efectos anti-maniacos. Este tipo de drogas tradicionales anti-maniacas inhiben las propiedades del PKC, además de otros efectos, como la inhibición de GSK-3.
Los episodios maniacos pueden ser también detonados por los receptores agonistas de la dopamina, y esto combinado con el reporte de actividad incrementada de VMAT2, medido a través de escaneos PET de la unión de radio-ligando, sugieren que la dopamina sí tiene un rol dentro de la manía. La disminución de los niveles de fluidos cerebroespinales del metabolito de la serotonina, el ácido 5-hidroxindolacético, se ha encontrado en pacientes maniacos también, que podría contribuir a la explicación por el fallo en la regulación serotoninérgica y la hiperactividad dopaminérgica.
La limitada evidencia sugiere que la manía es asociada con un comportamiento hipersensible, así como también actividad neuronal hipersensible; evidencia electrofisiológica que apoya esto viene de estudios que asocian la actividad electroencefalográfica frontal izquierda con la manía. Esta actividad generalmente se pensaba que era una reflexión de la actividad del sistema de activación del comportamiento, la cual se cree que apoya el rol de la hipersensibilidad en la manía; asimismo, evidencia tentativa, por un estudio, reportó una asociación entre características maniacas y la negatividad de la retroalimentación durante el momento en el que se recibe una recompensa o pérdida monetaria. La evidencia de la neuroimagen durante un episodio agudo de manía es escasa, pero un estudio reportó actividad elevada en la corteza orbitofrontal al recibir una recompensa monetaria; mientras que otro estudio reportó actividad estriada elevada cuando se omitía la recompensa. El último descubrimiento fue interpretado en el contexto de una línea de base elevada (resultando en un hallazgo nulo de hipersensibilidad compensativa), o de la incapacidad para discernir entre la recompensa y el castigo, aún apoyando la hipersensibilidad hacia la recompensa de la manía. La hiposensibilidad al castigo, como fue reflejado en una serie de estudios de neuroimagen como una respuesta orbitofrontal lateral reducida al castigo, se ha propuesto como un mecanismo de recompensa por hipersensibilidad en la manía.

## Diagnóstico
En el ICD-10 se mencionan distintos desórdenes con el síndrome maniaco: desorden maniaco orgánico (F06.30), manía sin síntomas psicóticos (F30.1), manía con síntomas psicóticos (F30.2), otros episodios maniacos (F30.8), episodio maniaco no especificado (F30.9), desorden esquizoafectivo tipo maniaco (F25.0), trastornos afectivo bipolar.

## Tratamiento
Antes de comenzar el tratamiento para la manía se debe tener mucho cuidado de realizar un diagnóstico diferencial para eliminar la presencia de causas secundarias de los síntomas.  
El tratamiento agudo del episodio maniaco del trastorno bipolar involucra el uso de cualquier estabilizador del ánimo (valproato,  litio o carbamazepina) o antipsicótico atípico (olanzapina, quetiapina, risperidona, aripiprazol). Aunque los episodios hipomaniacos pueden responder al estabilizador de ánimo, la manía es tratada con la segunda opción, en conjunto con la primera, ya que dan resultados más rápidos).
Cuando el comportamiento maniaco se ha disipado, el tratamiento a largo plazo se enfoca en medicamento profiláctico para estabilizar el estado de ánimo, en combinación, por lo general, de farmacoterapia y psicoterapia; la probabilidad de tener recaídas es muy alta para quienes han experimentado dos o más episodios de manía o depresión. Mientras que la medicación para el trastorno bipolar es muy importante para controlar los síntomas de ambos, manía y depresión, estudios muestran que confiar únicamente en tratamiento fármaco no es el tratamiento más efectivo; el medicamento es más efectivo cuando se acompaña otros métodos de cuidado, como la psicoterapia, técnicas de auto-afrontamiento y elecciones de vida saludables.
El litio es el estabilizador de ánimo clásico para prevenir episodios maniacos y depresivos; un análisis sistemático encontró que el tratamiento de litio a largo plazo reduce substancialmente el riesgo de la recaída en la manía bipolar en un 42%. Los antiepilépticos como valproato, oxcarbazepina y carbamazepina son usados también para la profilaxis. Las soluciones de medicamentos más recientes incluyen lamotrigina, que es otro antiepiléptico y clonazepam (klonopin). En ocasiones, se utilizan antipsicóticos atípicos en conjunto con algunos de los previamente mencionados, incluyendo olanzapina (zyprexa), que ayuda a tratar las alucinaciones y delirios; asenapina (saphris y sycrest), aripiprazol (abilify), risperidona, ziprasidona y clozapina, que a menudo se utiliza en personas que no responden adecuadamente al litio o antiepilépticos. 
El verapamilo, un bloqueador de los canales del calcio, es útil en el tratamiento de la hipomanía y en casos en donde los estabilizadores de ánimo, como litio, son contraindicados o ineficaces. Este medicamento es efectivo en ambos, corto y largo plazo.
La monoterapia de antidepresivos no es recomendada para el tratamiento de la depresión en casos de bipolaridad, I ni II; ningún beneficio se ha demostrado al combinar antidepresivos con los estabilizadores del estado de ánimo.

## Sociedad y cultura
En Electroboy: A Memoir of Mania, dirigida por Andy Behrman, él describe una de sus experiencias maniacas como “la prescripción más perfecta de gafas para ver al mundo….la vida parece estar frente a ti como una pantalla de cine enorme”. Behrman indica, más temprano en su biografía, que se ve a sí mismo no como una persona sufriendo un incontrolable trastorno discapacitante, sino como el director de la película más vívida y emocionalmente viva. “Cuando soy maniaco, me siento tan despierto y alerta que mis pestañas rozando con la almohada suenan como un trueno”. Muchas personas artísticas y que crean distintas formas de arte tienen manía. Winston Churchill tenía periodos de síntomas maniacos que podrían haber sido tanto un beneficio como una responsabilidad.
Además, durante las últimas décadas, se ha traído más atención hacia este trastorno, ya que ha tenido presencia en otras películas populares, entre ellas Mr. Jones (1993) con la actuación de Richard Gere y Lena Olin, que plasma la historia de un hombre con un trastorno bipolar muy violento, o Biutiful (2010), dirigida por Alejandro González Iñárritu, en donde uno de los personajes secundarios lo padece.

## Etimología
La nosología de las distintas etapas del episodio maniaco ha cambiado durante las décadas. La palabra deriva del griego antiguo μανία (manía), “demencia, frenesí” y el verbo μαίνομαι (maínomai), “estar enojado, exaltado, furioso”.